# 마이클 콜린스 (우주비행사)
마이클 콜린스(영어: Michael Collins, 1930년 10월 31일~2021년 4월 28일)는 미국의 우주비행사이다. 제미니 10호로 처음으로 우주 비행을 했다. 두 번째 비행은 아폴로 11호였으며, 닐 암스트롱과 버즈 올드린이 달 표면을 걷는 동안 궤도 위의 사령선 모듈을 담당하였다. 2021년 4월 28일 암으로 사망했다.

## 학력
- 1944~1948년: 세인트 알번스 고등학교(졸업)
- 1948~1952년: 미 육군사관학교(학사)

## 출연 작품
- 트랜스포머

## 사진

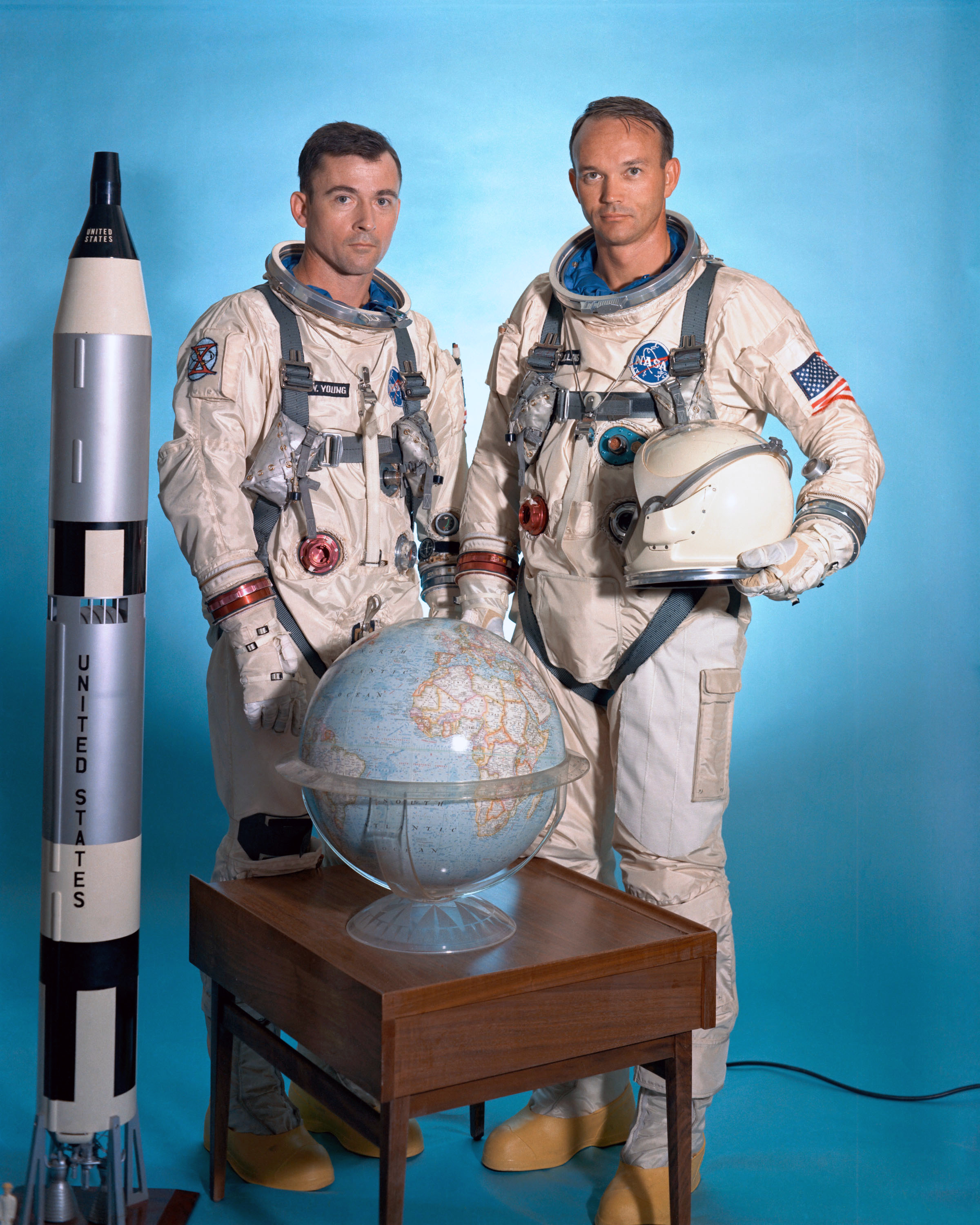
우주비행사 존 영과 함께
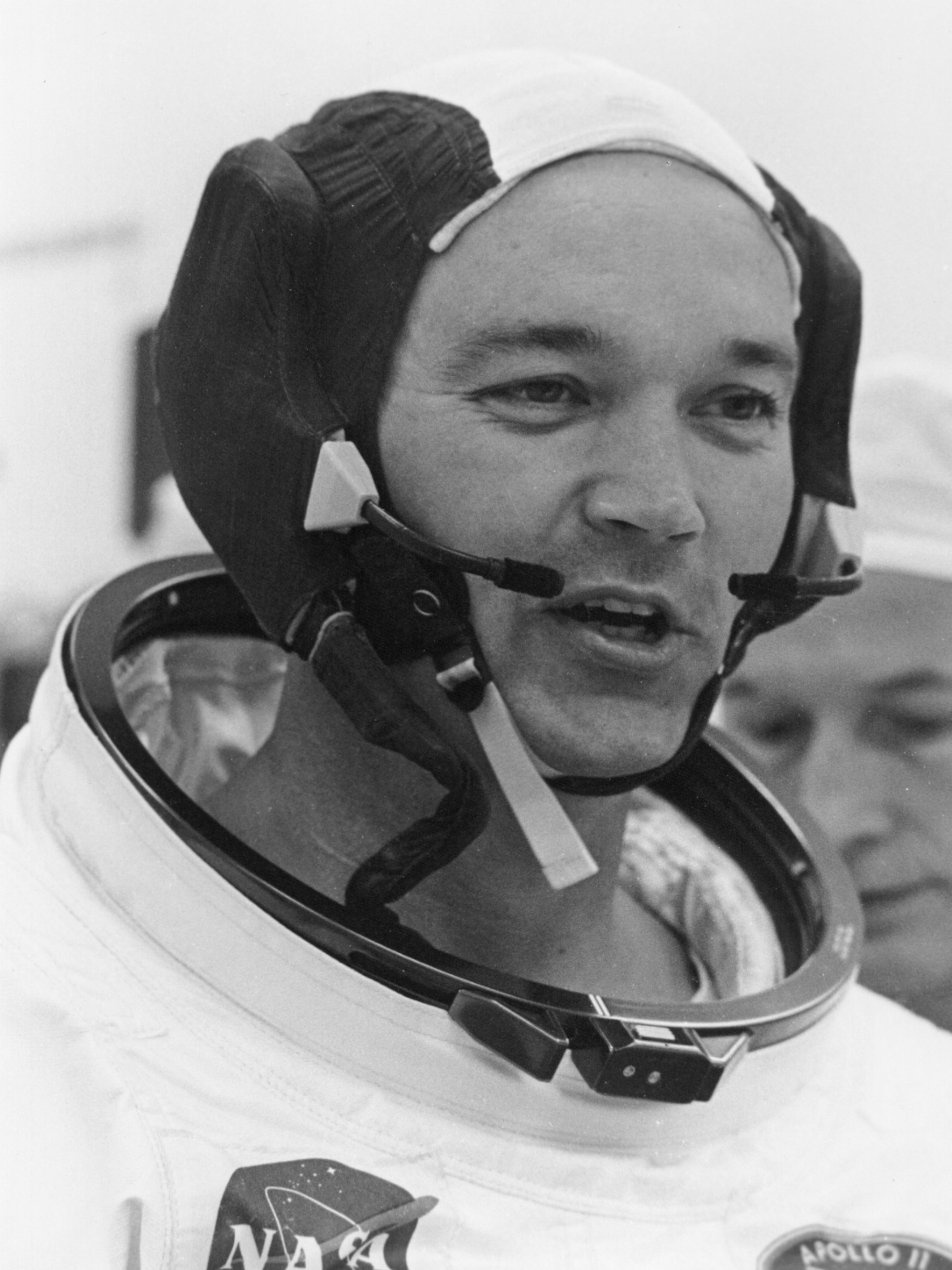
우주복을 입은 마이클 콜린스
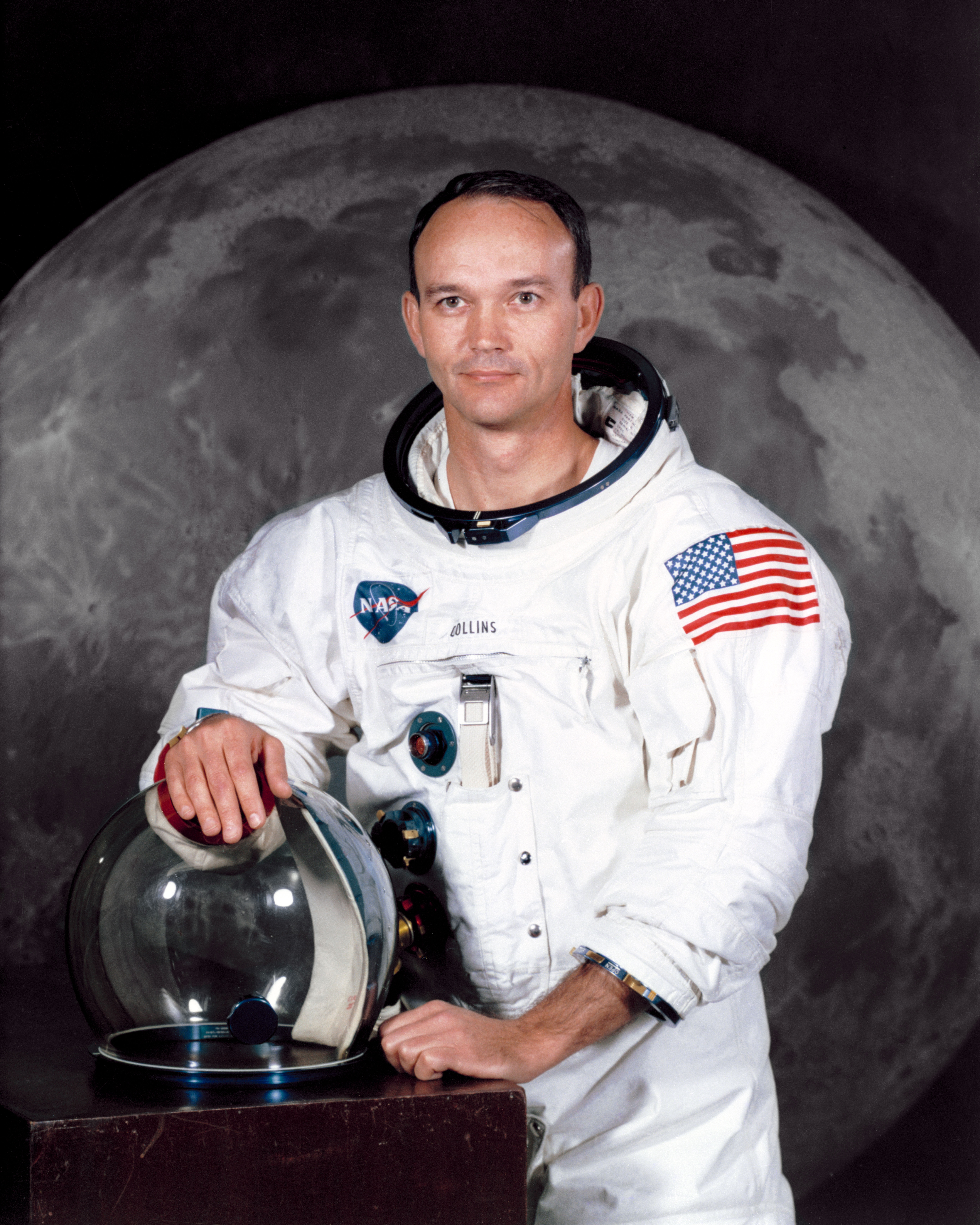
마이클 콜린스, 1969년 7월